# Barclay James Harvest Live
Barclay James Harvest Live is het eerste livealbum van Barclay James Harvest (BJH). Voor de British Broadcasting Corporation (BBC) werd wel eerder een langspeelplaat geperst, maar deze kwam toen niet in de handel. Live was het eerste album van BJH dat de Britse albumlijsten wist te halen (plaats 40).

## Inleiding
Tijdens de promotietour voor Everyone is everybody else werden twee concerten uitgekozen om op te nemen voor een livealbum. Op 29 en 30 juni 1974 stond de mobiele studio van Island Studios opgesteld in respectievelijk Liverpool (Liverpool Stadium) en Londen (Theatre Royal). Ze hadden er beter andere data voor kunnen kiezen; het eerste concert werd afgelast vanwege problemen met de elektriciteit; het tweede was niet optimaal, de mellotron bleef niet stabiel (een bekend euvel). De band en Polydor kozen toch voornamelijk voor het tweede concert (met de mellotron achter in de mix) aangevuld met enkele opnamen voor het vervangingsconcert in Liverpool op 31 augustus 1974. De muziekproducent was opnieuw Rodger Bain waarvan de band later zou zeggen dat hij toch niet geheel bij de band paste; hij was meer van de hardrock.

## Musici
- John Lees – zang, gitaar
- Les Holroyd – zang, basgitaar
- Woolly Wolstenholme – zang, toetsen
- Mel Pritchard – drumstel, percussie

## Muziek
| Nr. | Titel          | Duur  |
| --- | -------------- | ----- |
| 1.  | Summer soldier | 10:17 |
| 2.  | Medicine man   | 10:26 |

| Nr. | Titel                          | Duur |
| --- | ------------------------------ | ---- |
| 1.  | Crazy city                     | 4:59 |
| 2.  | After the day                  | 7:26 |
| 3.  | The great 1974 mining disaster | 6:30 |

| Nr. | Titel          | Duur |
| --- | -------------- | ---- |
| 1.  | Galadriel      | 3:18 |
| 2.  | Negative earth | 6:20 |
| 3.  | She said       | 8:34 |

| Nr. | Titel        | Duur |
| --- | ------------ | ---- |
| 1.  | Paper wings  | 4:19 |
| 2.  | For no one   | 5:53 |
| 3.  | Mocking bird | 7:37 |

## Nasleep
De hitnotering zorgde ervoor dat BJH iets rustiger aan kon doen bij de opnamen van hun volgende studioalbum Time honoured ghosts. Het livealbum zou diverse heruitgaven beleven, waarbij er geen enkele bonustracks werden bijgeleverd; met 76 minuten kon het album op één compact disc.